# Meirás (Valdoviño)
Meirás (llamada oficialmente San Vicente de Meirás) es una parroquia española del municipio de Valdoviño, en la provincia de La Coruña, Galicia. 

## Entidades de población
Entidades de población que forman parte de la parroquia:
- A Capilla (A Capela)
- A Chousa
- A Cubeta
- A Gándara
- A Igrexa
- A Lameira
- A Pedreira
- A Penela
- As Pallotas
- Fornos
- Lavacerido
- Montefaro
- O Amedo
- O Barral
- O Cantodomuro (O Canto do Muro)
- O Carballoso
- O Feal
- O Funchal
- Padín
- Riaña
- Riobó
- Taraza
- Vilanova

## Demografía
| Gráfica de evolución demográfica de Meirás entre 2000 y 2019 |
|                                                              |
| Datos según el nomenclátor publicado por el INE.             |

## Patrimonio
- La iglesia de San Vicente de Meirás es un pequeño templo de planta rectangular con una sola nave, dos capillas laterales, presbiterio y sacristía, que destaca por su torre campanario de planta cuadrada situada en el centro de su fachada principal y acaba en forma piramidal. Su elemento de mayor interés es el retablo gótico de su altar mayor.
- Castro de Castrillón, que fuera el emplazamiento de las baterías de costa en el alto del monte da Vela en Montefaro.
- Faro de Punta Frouxeira.

## Himno
El himno de la parroquia de Meirás es la composición musical con título “Meirás” del catedrático y compositor Miguel Brotóns y letra del poeta César Augusto Pita Trinquete. El himno fue estrenado por la Coral Polifónica “Alentía” de Meirás el 9 de julio de 2006.